# Atylotus suzukii
Atylotus suzukii är en tvåvingeart som beskrevs av Hayakawa 1981. Atylotus suzukii ingår i släktet Atylotus och familjen bromsar. Inga underarter finns listade i Catalogue of Life.